# Acylomus championi
Acylomus championi là một loài bọ cánh cứng trong họ Phalacridae. Loài này được Hetschko miêu tả khoa học năm 1929.